# Законник Данила I Петровича

Законик Данила І, кнеза и господара слободне Црне Горе и Брдах. 1855

Законник Данила І Петровича («Законик Данила І, кнеза и господара слободне Црне Горе и Брдах») или Данилов Законник — сборник законов, названный по имени составителя Данилы I Петровича Негоша, первого князя и светского правителя Черногории, одобренный в 1855 году высшими органами власти Черногории — Скупщиной и сенатом.
Источниками Законника князя Данилы І были: обычаи черногорского и соседних народов (албанцев, герцеговинцев, сербов и др.), с которыми черногорцы общались и торговали; Черногорское обычное право; Черногорские законники ("Под сенью единого флага " 1796 года, который определял границы территории Черногории; Законник митрополита Петра Петровича Негоша 1798 , его 19 статей без изменений вошли в 3 . к. Д. И , " Закон Отечества " 1833 , его 3 статьи вошли в 3 . к. Д. И без изменений), суд . практика во времена правления Петра II Петровича Негоша и самого Данила I, их приказы и распоряжения, некоторые указы сената и князя Данила I по внутреннему устройству Черногории, в частности, "О запрете некоторых прежних обычаев во время захоронений и празднований «Славы», «О помолвке и замужестве», «О похищении женщин», «О кражах» и другие (они вошли в кодекс).
Законник князя Данилы І состоит из вступительной части, 95 статей и заключительной части.
По сравнению с источниками, на основе которых он создан, Законник был более всеобъемлющим, содержал нормы конституции, уголовного, гражданского, международного права, судопроизводства, полнее регулировал правовые отношения, общественной, политической и экономической жизни тогдашней Черногории.
Законник князя Данилы І отразил перемежающиеся нормы обычного и феодального права нормам буржуазного права. Важное значение имели его положения о равенстве всех жителей Черногории перед законом, гарантии и защите их достоинства, имущества, собственности, жизни и свобод, осуждение по закону, отмена кровной мести и т. д..
Законник князя Данилы І применялся без изменений до принятия имущественного законника (1888), а некоторые его статьи — до принятия уголовного законника Черногории (1906).